# 불꽃심장
불꽃심장(Flaming heart / Shinjou Hanabi(花火心臟 하나비 신조[*]), 본명: 양수혁, 1984년 6월 6일 ~ )은 대한민국의 작곡가이자 피아노 연주자이다.

## 생애
본래 그는 정식 음악교육을 받거나 음악에 뜻을 두지는 않았으나, 2008년 봄 인터넷 온라인 동영상을 통해 자신의 연주곡을 공개하면서 일본에서 먼저 인기를 얻기 시작하였고, 이를 계기로 2009년 현대자동차 그랜저 TG 광고에 자신의 곡 《환각의 춤》이 삽입곡으로 사용되면서 대한민국에서도 널리 알려지며 본격적으로 활동하게 되었다. 대한민국에서는 보통 그의 음악 장르를 뉴에이지로 분류하나, 개신교 신자인 그는 자신의 곡이 뉴에이지로 분류되는 것을 싫어하며, 음악을 시작한 동기도 신앙적인 이유에서였다고 밝히고 있다. 2007년에는 자신의 기획사인 골든블러드엔터테인먼트를 설립하였으며, 현재 수 많은 피아노 음악 작곡가들을 산하에 두고 있다.

## 정규 앨범
- 1집 《Promise》: 2009년 발매

1. 기억 (아픔으로부터..))
2. 恨 (Grudge)-title곡
3. 선물 (사랑하는 사람들과..)
4. 4월 (Shine Of April)
5. 소나기 (治癒)
6. 연분홍 (아련한 모든 것들..)
7. LOVE (Amethyst)
8. 후회 (짧은 독백)
9. Memory (In The Rain)
10. 자장가 (잠들고 싶어)

- 2집 《Tempest》

1. Stardust (별의 눈물)
2. 사랑해 (있어줘서)
3. 재회 (Piano Ver.)
4. Tempest-title곡
5. 인연 (보석같은..)
6. 소녀 [안아주고픈]
7. D.C (처음으로..)
8. 빛과 바다와 사랑과
9. 안녕 (가슴은 눈물로)
10. 黑 (환각의 춤) (더 럭셔리 그랜저 CF 삽입곡)
11. 어느 화창한 날
12. 선물 (고마워요)
13. 작은별 (불꽃심장 Ver.)

- 3집 《Piano Garden》

1. 눈물 (나약함에 대하여)
2. 괜찮아 (토닥토닥)
3. 인어공주
4. 피아노의 정원-title곡
5. 天火 (폭뇌)
6. 비온 뒤 (푸름은 자란다)
7. 소비왕 신바루 (슈바)
8. 파랑새 (행복을 찾아서)
9. 날개 (자유)
10. 자괴 (무너지다)
11. 한밤 중에 센티멘탈
12. 영원하길 (꿈이라 해도)
13. 선물 (어른이 되어 간다는 것)

- 4집 《火の花》

1. 첫사랑 `이루어지지 않는다`-title곡
2. 붉은 매화
3. 눈물 `나약함에 대하여`
4. 미호 `迷蝴`
5. 파란나비
6. 존재의 위로
7. 나무와 새가지는 자리
8. 하늘의 소리에
9. Rob `Rain Of Blue`
10. 붉은 햇살의 인사
11. 졸업 `글레이징`
12. 봄의 정원 (물방울)

- 5집 《Oracion》

1. 안식의 나라로
2. 나를 지탱하는 3가지 단어
3. 꽃이여 위로하라
4. -The Dark Shine- (소녀의 기도)-title곡
5. 언제나 감사하며
6. 하늘이여
7. 의문의 눈동자
8. 가을의 인사 Piano Ver.
9. 白と金 -백과 금-
10. 예감 (豫感)
11. 기쁨을 안고
12. 사.랑.해

- 6집 《Camelia》

1. 햇살, 바람.. 라일락 향기
2. Winter Rain - 겨울밤의 인사 -
3. 가을비 내릴 무렵에
4. Camellia (동백꽃말)-title곡
5. 五鳥 (오조)
6. 눈꽃 바램 (Snowflake`s Wish)
7. 꽃과 나비
8. 너를 안고서
9. 낙화 (落花)
10. 블랙스완
11. 어느 힘든 밤
12. 달의 노래